# Сиротский (Андреевское сельское поселение)
Сиротский — хутор в Дубовском районе Ростовской области.
Входит в состав Андреевского сельского поселения.

## История
Хутор основан во второй половине XIX века переселенцами-молоканами из Таврической губернии на арендованных землях в юрте Эркетинской станицы. Переселенцы строили из глины и камыша землянки, работали по найму у казаков-калмыков. Позднее часть поселенцев переселилась ближе к станице Атаманской, основав второй хутор Сиротский.
Согласно Алфавитному списку населённых мест области войска Донского 1915 года во временном поселении Сиротском станицы Эркетинской имелось 9 дворов, проживало 48 душ мужского и 42 женского пола.
Согласно Всесоюзной переписи населения 1926 года хутор Сиротский относился к Эркетинскому сельсовету Дубовского района Сальского округа Северо-Кавказского края, в хуторе проживал 160 человек, из них украинцев — 155.

## Физико-географическая характеристика
Хутор расположен в пределах Ергенинской возвышенности (Сальско-Манычская гряда), являющейся частью Восточно-Европейской равнины, при балке Уртугул (бассейн реки Сал), чуть выше станицы Эркетиновской, на высоте около 60 метров над уровнем моря. Рельеф местности равнинный, полого-увалистый. Почвы — каштановые солонцеватые и солончаковые.
По автомобильной дороге расстояние до Ростова-на-Дону составляет 330 км, до ближайшего крупного города Волгодонск — 96 км, до районного центра села Дубовское — 31 км, до административного центра сельского поселения — станицы Андреевской — 12 км.
Часовой пояс
Сиротский, как и вся Ростовская область, находится в часовой зоне МСК (московское время). Смещение применяемого времени относительно UTC составляет +3:00.

## Население
Динамика численности населения
| 1915 | 1926 | 1989 | 2002 |
| ---- | ---- | ---- | ---- |
| 100  | 160  | ≈60  | 9    |

| 1989 | 2002 | 2010 |
| ---- | ---- | ---- |
| 19   | ↘8   | ↗10  |

## Улицы
- ул. Молодёжная.